# Trachinotus falcatus
Trachinotus falcatus is een straalvinnige vissensoort uit de familie van de horsmakrelen (Carangidae). De wetenschappelijke naam werd gepubliceerd in 1758 door Carl Linnaeus in de tiende editie van Systema naturae.